# Лютенька (село)
Лютенька (укр. Лютенька) — село, Лютенский сельский совет,
Гадячский район, Полтавская область, Украина.
Код КОАТУУ — 5320484401. Население по переписи 2001 года составляло 3665 человек, по данным 2021 года составляло 2841 человек.
Является административным центром Лютенского сельского совета, в который, кроме того, входит село
Юрьевка.

## Географическое положение
Село Лютенька находится на берегу реки Лютенька, которая через 1,5 км впадает в реку Псёл,
выше по течению на расстоянии в 7,5 км расположено село Юрьевка,
на противоположном берегу реки Псёл — село Перевоз.
По селу протекает пересыхающий ручей с запрудой.
К селу примыкают большие лесные массивы (сосна, дуб).

## Название
По одной из версий название села произошло от прозвища атамана Лютого, основавшего на этом месте небольшое укрепление, по другой — в ознаменование ожесточённого (лютого) сопротивления, оказываемого пришлым захватчикам местными жителями. Существует и предание о том, что селение названо так по имени болотистой речки, по берегам которой оно и расположено.

## История
- В начале XVII века село было пожаловано польскому магнату, коронному гетману Станиславу Конецпольскому, который перед своей смертью исходатайствовал привилегию от короля на это владение для своего сына Александра, коронного хорунжего. С 1643 года Лютенька была сдана им в аренду шляхтичу Длуському. В свою очередь Иеремия Вишневецкий, памятуя о принадлежности сих территорий своим предкам, сразу после смерти Конецпольского начал хлопотать о присоединении Гадяча к собственным владениям и в 1646 году получил от короля «привилей на Гадяч со всеми сёлами, местечками и слободами».
- В период освободительной войны 1648—1654 годов Лютенька стала сотенным местом Гадячского, а затем Полтавского казачьего полка. В Лютеньскую сотню входили сёла: Лютенские Будища, Вергуны, Глобине, Лисовка, Млины, Перевоз, Пустовийтовка, Савинци, Сакаливка, Сухограбивка, Турбаи, Фидоровка. В 1654 году Лютенька лишь за несколькими десятками жителей уступала таким поветовым центрам как Зеньков и Гадяч.
- После Переяславской рады 1654 года Лютенька, Гадяч и окрестные населённые пункты отошли во владение гетмана Богдана Хмельницкого. После его смерти в 1657 году лютеньское казачество активно сопротивлялось политике гетмана Ивана Выговского, который ориентировался на шляхетскую Польшу и усиление крупного феодального землевладения на Украине. В 1658 году он подписал Гадячский договор, по которому Украина вновь должна была попасть под власть Польши. Его позиция привела к народному восстанию в 1657—1658 годах, жестоко подавленному Выговским с помощью крымских татар. В 1658 году Лютенька, в которой на тот момент насчитывалось около 200 дворов, также была разграблена и сожжена.
- В 1686 году иждивением наказного гетмана Украинского казачьего войска, гадячским полковником Михаилом Боруховичем была построена трёхпрестольная каменная Свято-Успенская церковь с Троицким и Михайловским приделами. Позже в ней упокоился прах её основателя, а также гетмана левобережной Украины Ивана Брюховецкого.
- Во время Северной войны 20 января 1709 года Лютенька была занята шведскими войсками, а после генерального сражения — Полтавской битвы 27 июня 1709 года вновь освобождена русскими войсками при поддержке местных казаков.
- В ведомостях Лютенской сотни за 1735 год значатся 348 казаков. Они, а также солдаты и крестьяне составляли основное население села. Вместо ратной службы главным занятием его жителей постепенно становится хлеборобство. Распространяются также и щетинный (шибайный) промысел, скотоводство, бортничество, разные ремёсла и кустарные промыслы.
- Переход к мирной, патриархальной жизни сопровождался укреплением православных традиций. В 1731 году в Лютеньке возводится Вознесенский храм, а в 1742 году — Николаевская церковь, деревянная, на каменном фундаменте.
- В 1764 году императрицей Екатериной ΙΙ село Лютенька в числе иных малороссийских земель было даровано последнему гетману К. Г. Разумовскому.
- В 1772 году село Лютенька получила свой герб, утверждённый Малороссийской коллегией. В нём на фигурной основе щита в сплошном зелёном поле изображён золотой или жёлтый клинчатый крест мальтийской (георгиевской) формы. Эта геральдическая композиция символизировала давнюю православную историю поселения.
- В 1781 году бывшая Гетманщина была разделена на три губернии или наместничества — Киевское, Черниговское и Новгород-Северское, которые вместе составляли Малороссийское генерал-губернаторство во главе с П. Румянцевым-Задунайским. В каждом наместничестве были введены общероссийские административные и судебные учреждения. В 1783 году упразднено казацкое войсковое устройство — десять территориальных полков заменены регулярными карабинерскими полками с обязательной 6-летней военной службой. В том же году крестьянам запрещено переходить с мест, к которым они были приписаны при последней ревизии. Таким образом, на Украине вводилось крепостное право.
- В 1785 году Разумовский вместе с частью своих имений продал Лютеньку в государственную казну.
- С 1803 года, то есть со времени образования Полтавской губернии, Лютенька входит в состав Гадячского уезда.
- К началу 1880—х годов в Лютеньке проживало 5946 человек. Из них грамотных мужчин — 106, женщин — 5. В местечке было 3 учителя, 3 урядника и один полицейский. В школе обучалось 179 мальчиков и 10 девочек. В 1884 году на войсковой службе в солдатах находилось 36 человек. Всё население объединялось в 1208 хозяйств, из которых 909 были казацкими. На то время в селе было 59 мельниц, 2 маслобойни, 3 кузницы и 4 лавки. Священнодействовали 3 приходские и две кладбищенские церкви. Четыре раза в год собирались ярмарки, на которые съезжались сотни купцов, ремесленников, селян со всех концов губернии.
- Мирный казацко-селянский уклад жизни был нарушен с приходом Советской власти. На этот момент в Лютеньке насчитывалось 1397 дворов и проживало 8768 человек. Лютенька стала одним из центров антисоветского восстания на Полтавщине. Недовольные политикой «продразвёрстки», превратившейся в изъятие нажитой собственности, жители Лютеньки поддержали движение Нестора Махно за независимость.
- 19 августа 1920 года после ожесточённого боя с повстанцами под предводительством Леонтия Христового, «красными» в Лютеньке было сожжено более 800 семейных хозяйств. Расправы над непосредственными участниками тех событий и сочувствовавшими длились ещё не один год.
- В начале 1921 года была создана первая коммунистическая ячейка. Комсомольская организация на 1 января 1925 года насчитывала 8 человек. В 1923 году в Лютеньке организована сельскохозяйственная артель под названием «Первомайский день», а в 1929 году на её базе был основан колхоз имени Т. Шевченко. За активное противодействие коллективизации и на основании партийных постановлений Лютенька была занесена на «чёрную доску» сёл, злостно саботирующих хлебозаготовки, а принятые репрессивные меры в отношении её жителей явились главной причиной небывалой смертности в период голодомора.
- Во время Великой Отечественной войны на её фронтах воевало 1035 лютенчан, из которых погибло 477 человек.
- В сентябре 1941 года во время оборонительных боёв советских войск на рубеже реки Псел в кирпичном здании сельской школы находился штаб 99-го кавалерийского полка РККА под командованием А. Н. Инаури, занимавшего оборону по берегу реки на участке от Гадяча до Сорочинцев и прикрывавшего отход войск Юго-Западного фронта[5]. В дальнейшем село было захвачено немецкими войсками, здесь в зданиях сельсовета и школы был размещён немецко-полицейский гарнизон, численность которого к началу декабря 1941 года составляла 60 немецких военнослужащих и 70 полицейских. 3 декабря 1941 года 120 партизан из отряда под командованием И. И. Копёнкина атаковал гарнизон, в результате операции гарнизон был частично уничтожен, партизаны сожгли склад с горючим, склад с продовольствием для немецкой армии, 3 автомашины и 1 мотоцикл[6]
- Освобождена Лютенька была 11 сентября 1943 года во время Белгородско-Харьковской наступательной операции войск Воронежского и Степного фронтов. Важную роль в подавлении ожесточённых контрударов противника в Гадячском районе сыграла введённая в сражения из резерва ставки Главного военного командования 47-я армия под командованием генерал-лейтенанта П. П. Корзуна и 373-я стрелковая дивизия, бойцам которой в селе воздвигнут обелиск Славы.
- Во время Советской власти в селе Лютенька происходило разрушение православных храмов. Последний — Успенский — был окончательно разрушен в 1973 году.
- В мае 1990 года был основан Лютенский приход, инициаторами возрождения которого выступила церковная община. Община начала ходатайствовать о возрождении, а точнее — строительстве храма. Основными жертвователями для возведения новой церкви стали жители села. 20 марта 1992 года состоялась регистрация Свято-Успенской церкви. Её помещение было перестроено из обычного дома, на крыше которого установили купол с крестом. Новый храм освятил митрополит Полтавский и Кременчугский Феодосий.

## Религиозная община
- В 90-х годах протоиереем Иоанном (Кавчак) построен молитвенный дом. В 2008 году проведен капитальный ремонт храма и замена купола и креста протоиереем Василием (Лило).
- 2012 году на месте руин Свято-Успенского Храма начато строительство деревянного храма протоиереем Василием (Лило).

## Храмы села Лютенька

### Разрушенные
- Успенская церковь
- Воскресенская церковь
- Николаевская церковь
- Церковь Иоанна Предтечи
- Церковь Всех Святых

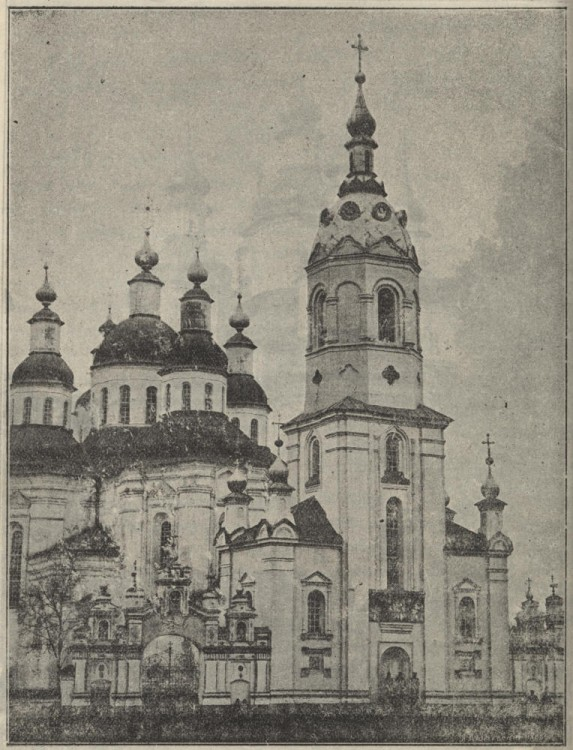
Колокольня Успенской церкви в Лютенках
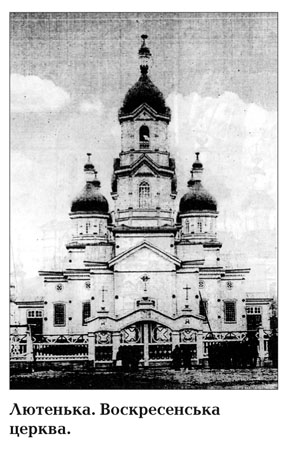
Воскресенская церковь

### Действующие
- Церковь Успения Пресвятой Богородицы
- Успенская церковь (молитвенный дом)

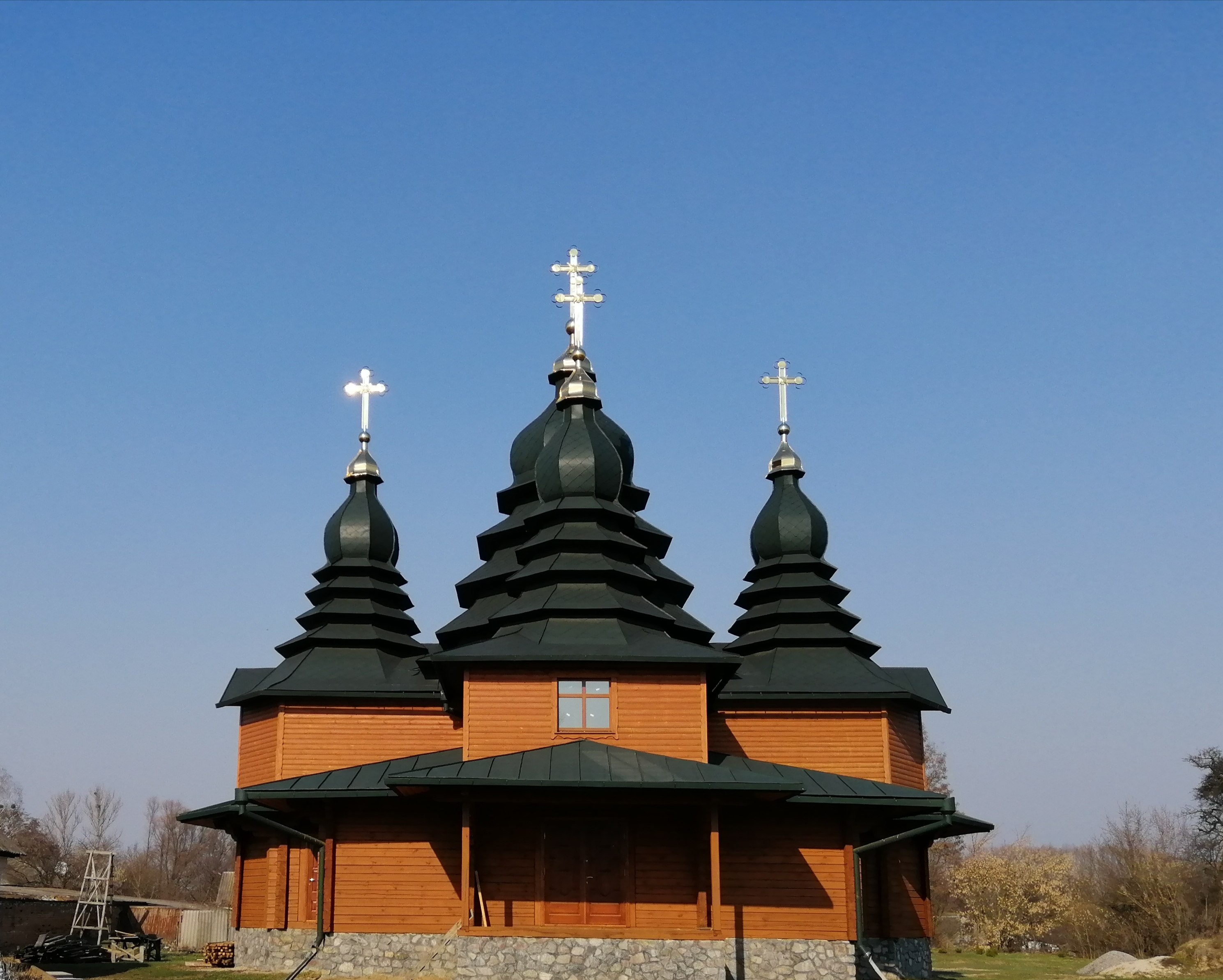
Церковь Успения Пресвятой Богородицы 2019.
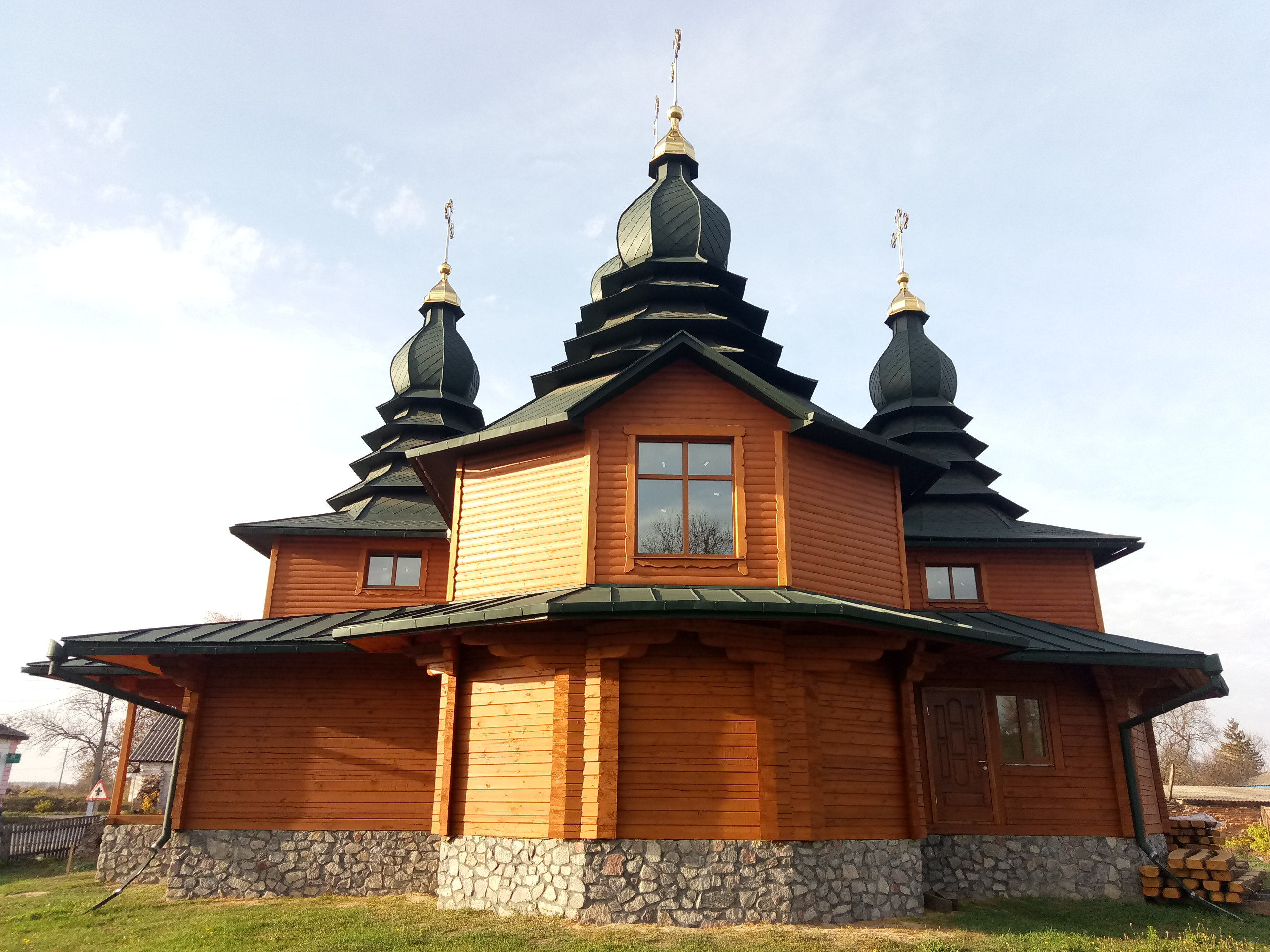
Церковь Успения Пресвятой Богородицы 2018.
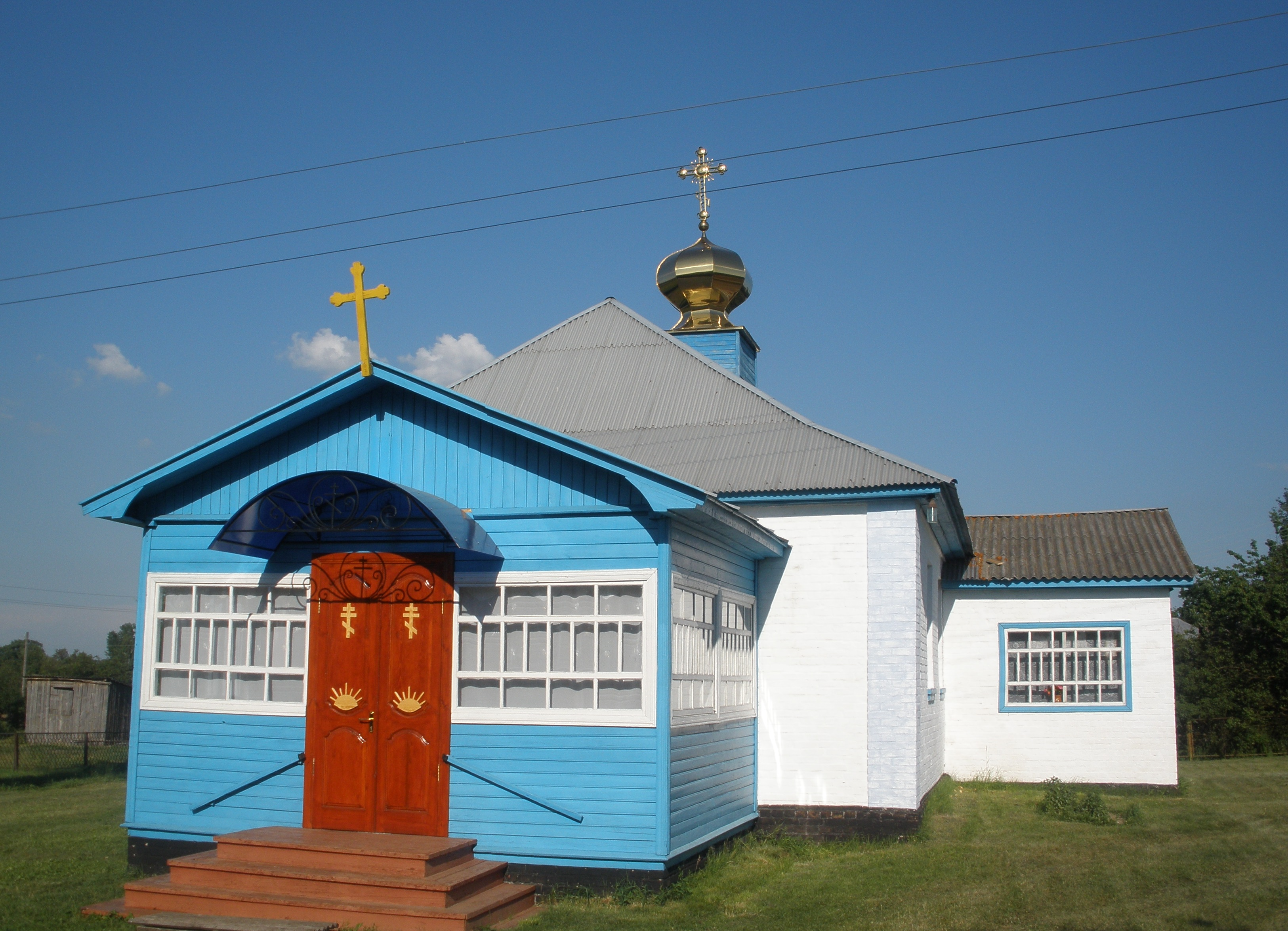
Успенская церковь (молитвенный дом) 2016.
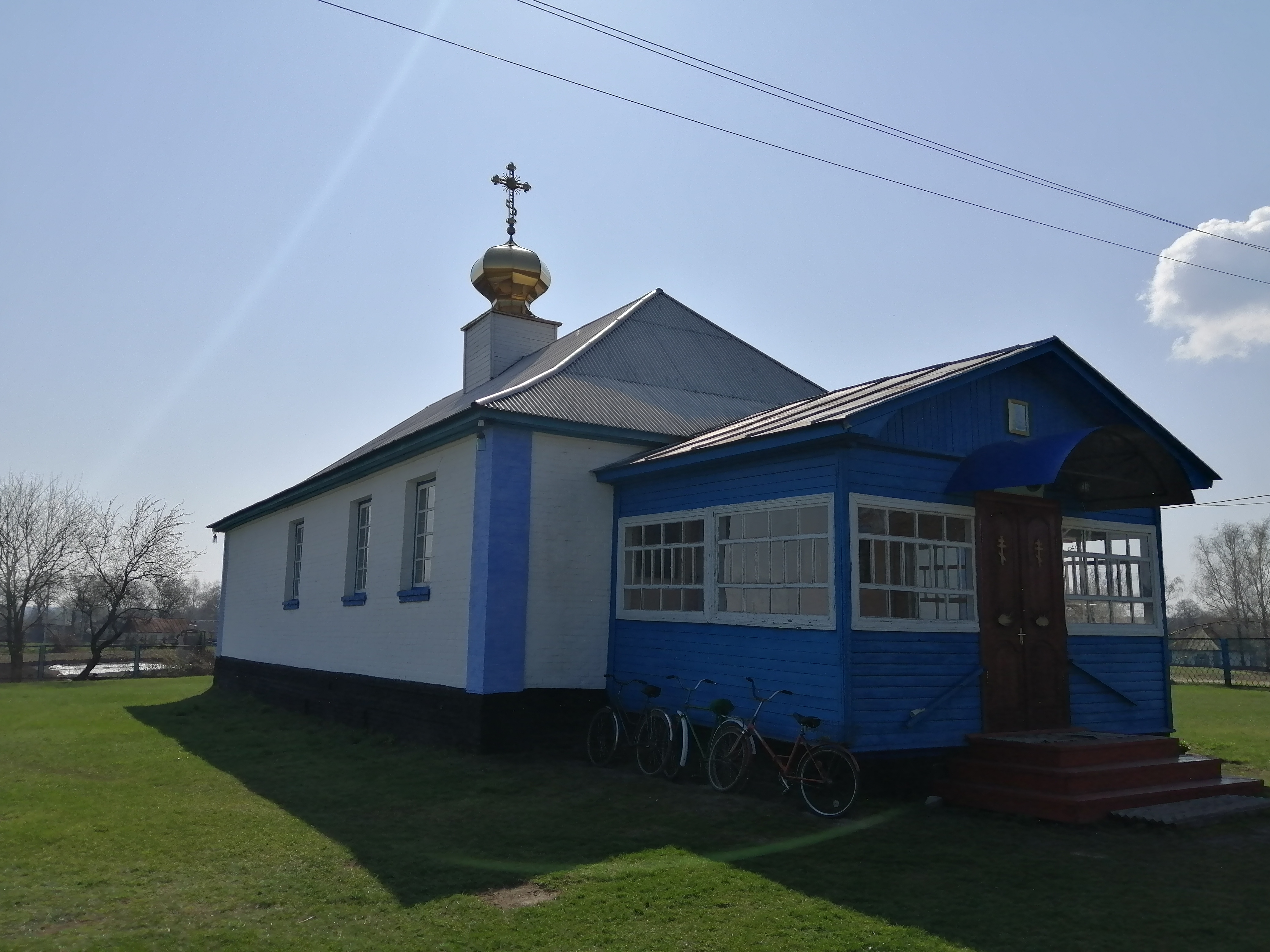
Успенская церковь (молитвенный дом) 2019.

## Экономика
- Молочно-товарная.
- Лютеньское лесничество.
- Лютенский коноплезавод
- Безвиднянське лесничество.
- СООО ИМ. Шевченко.

## Объекты социальной сферы
- Детские сады.
- Школа.
- Больница.
- Стадион.

## Декоммунизация
Демотнаж памятника В. И. Ленину проводился с применением сец. техники. Переименование улиц проводилось с учетом местных исторических персон.

## Галерея

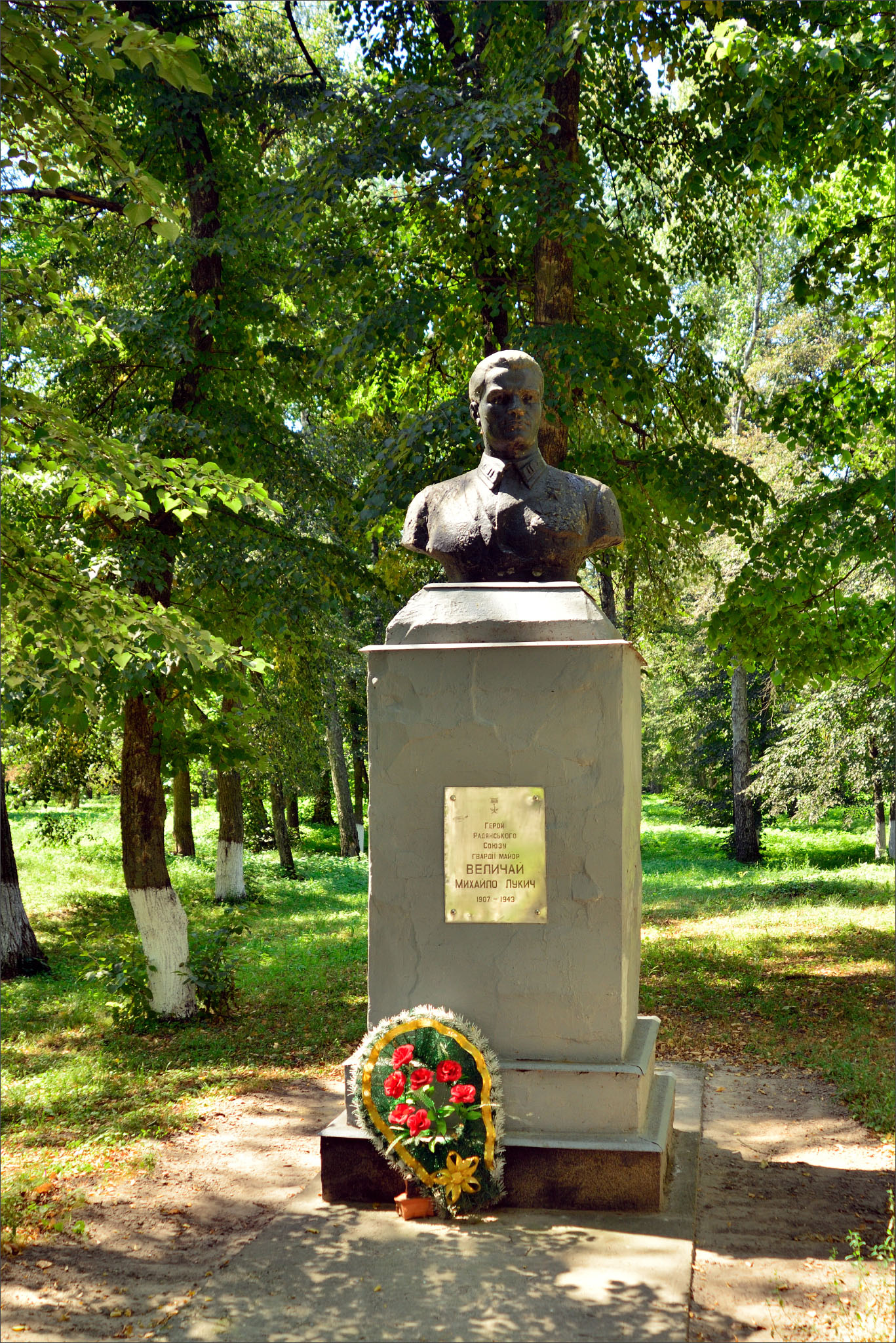
Памятник-бюст М. Л. Величаю, с. Лютенька
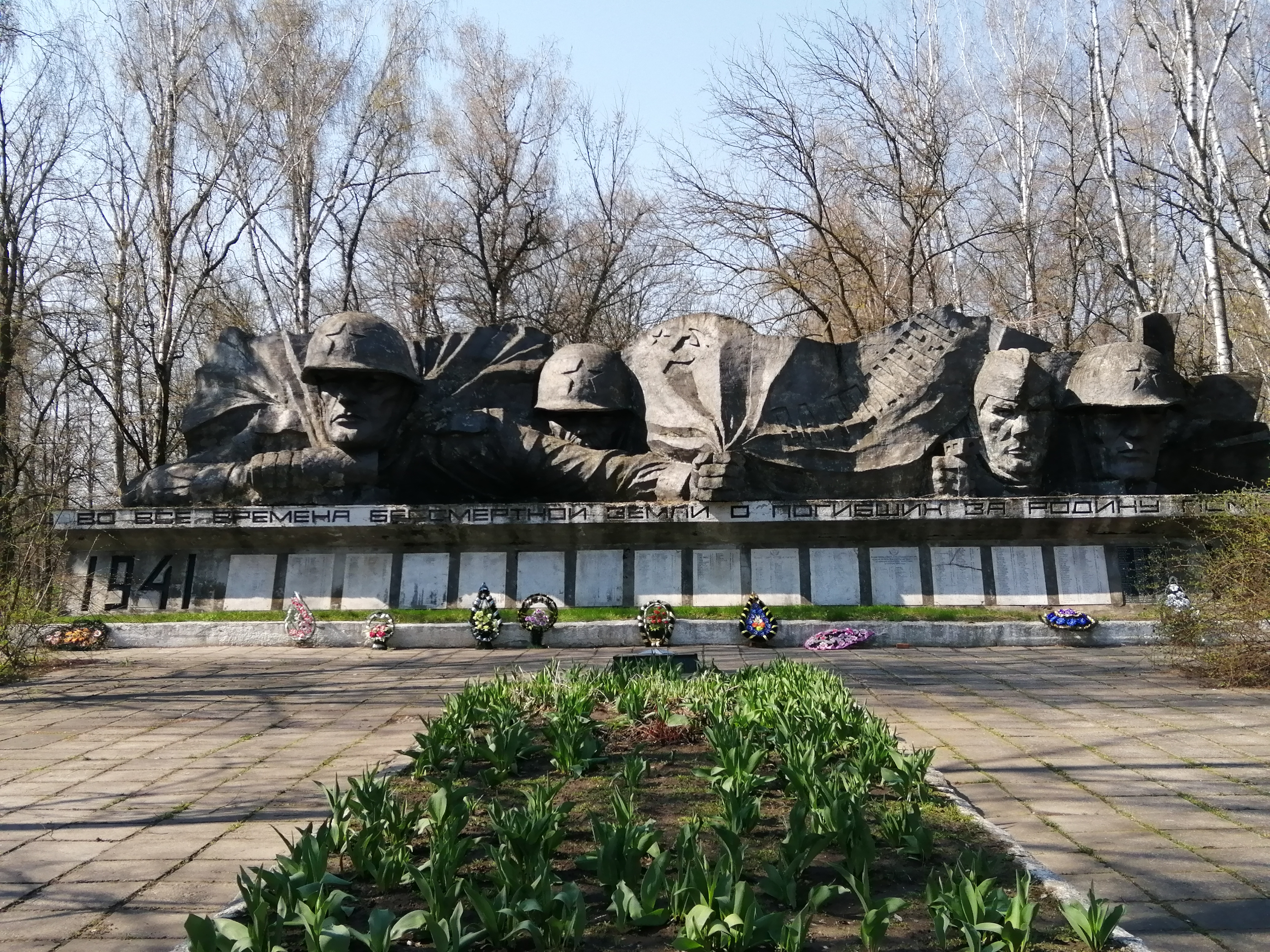
Памятник воинам Великой Отечественной войны.
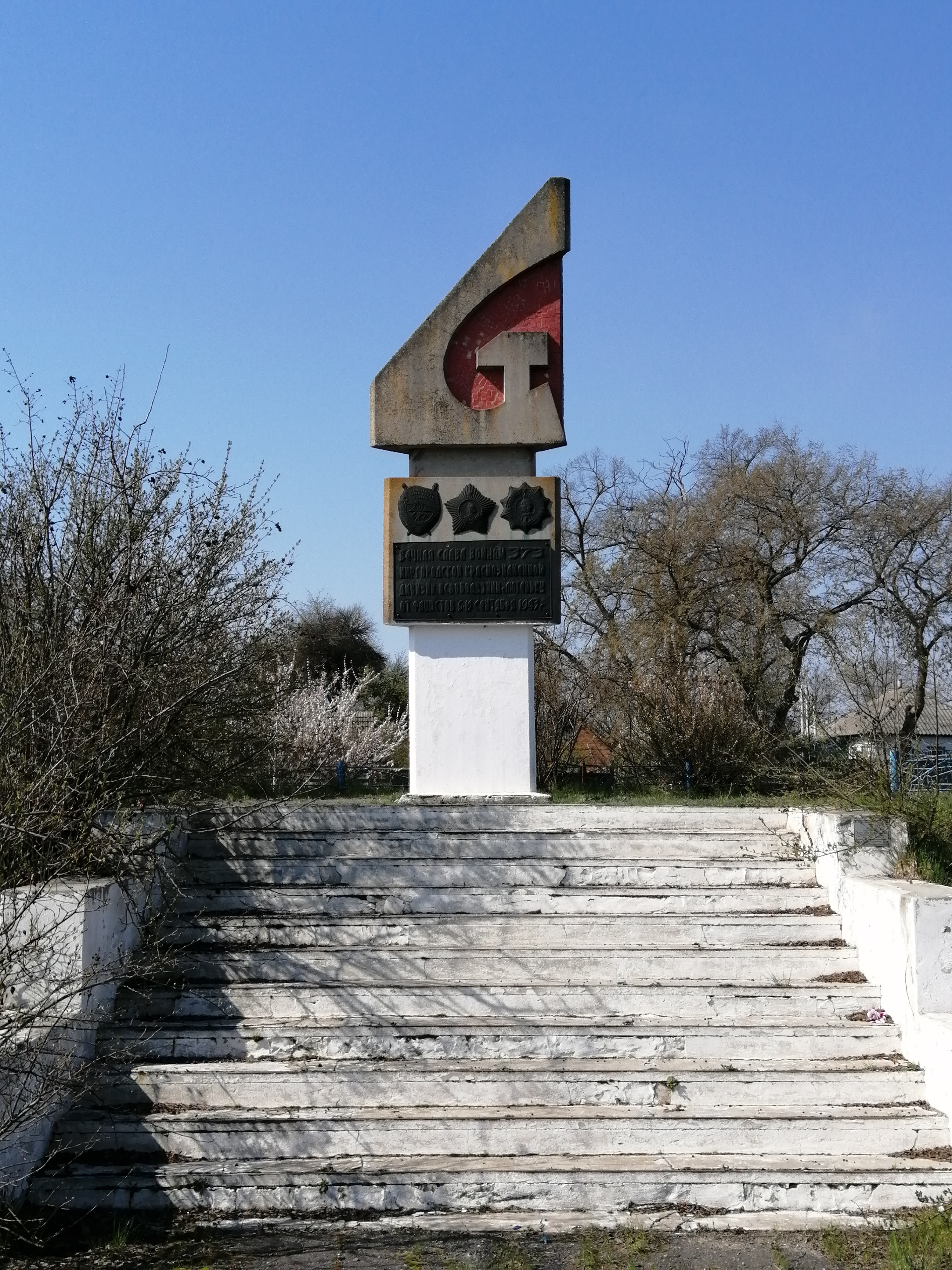
Монумент воинам 373 миргородской дивизии. Лютенька.
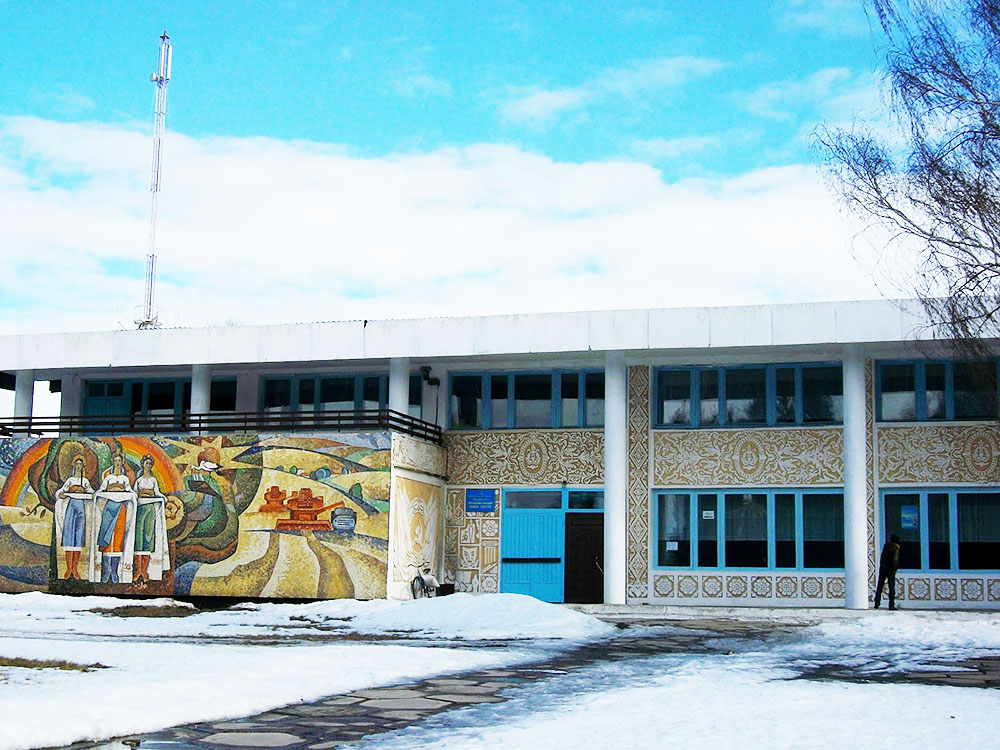
СДК с.Лютенька
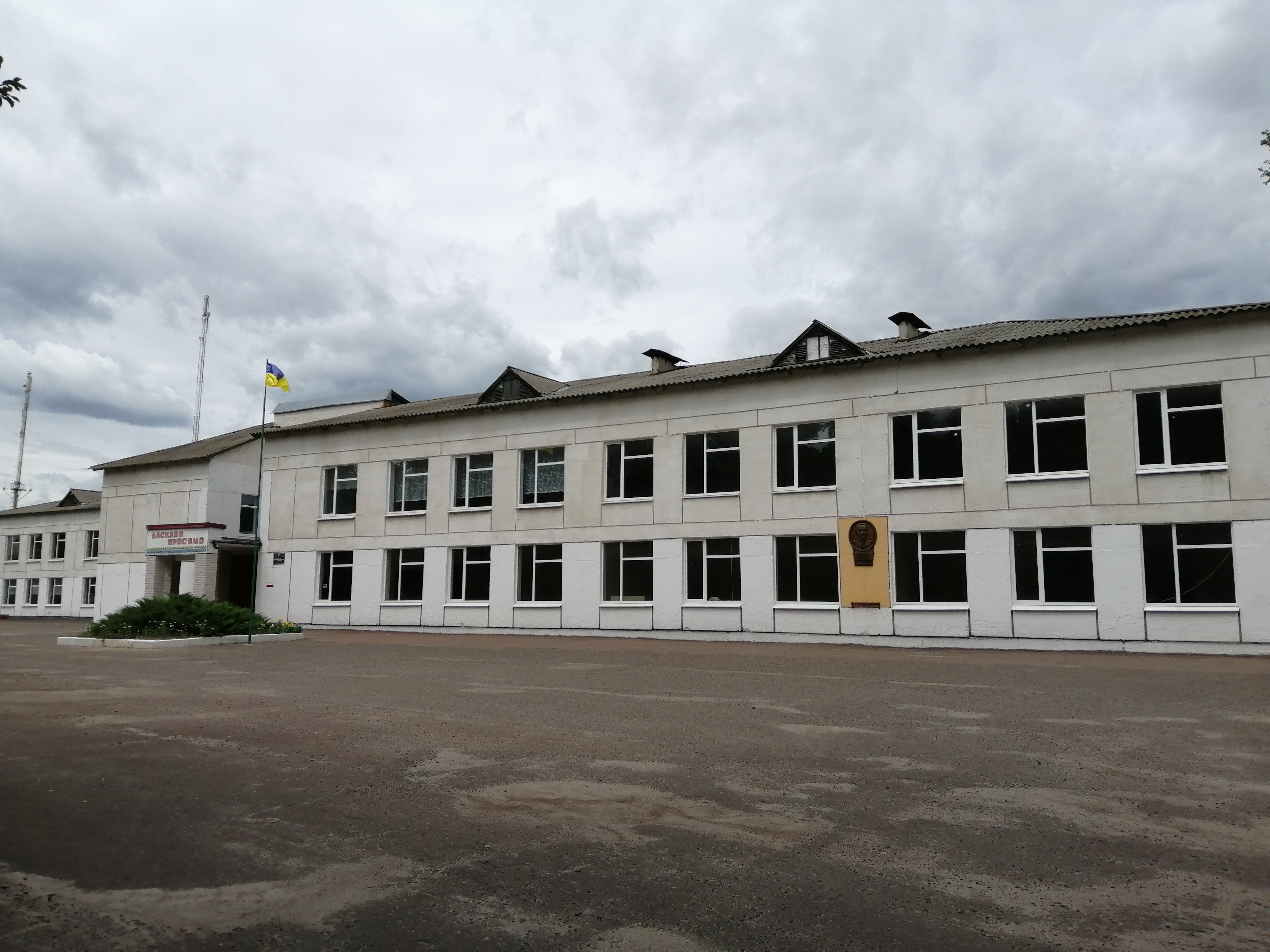
Лютенская Общеобразовательная Школа I-III ст. Имени М.Л. Величая

## Известные жители и уроженцы
- Величай, Михаил Лукич — Герой Советского Союза.
- Засядко Александр Дмитриевич (1774—1837) — русский артиллерист, специалист в области ракетного дела, генерал-лейтенант.
- Савченко, Иван Фёдорович (1923—2001) — Герой Социалистического Труда.
- Скаженик, Анна Мелентьевна (1924—2006) — Герой Социалистического Труда.